# Issa Ba
Issa Ba (Dakar, Senegal, 7 de octubre de 1981), futbolista senegalés. Juega de volante y su actual equipo es el FCM Târgu Mureş de la Liga I de Rumania. 

## Selección nacional
Ha sido internacional con la Selección de fútbol de Senegal, ha jugado 21 partidos internacionales y ha anotado 1 gol.

## Clubes
| Club              | País    | Año       |
| ----------------- | ------- | --------- |
| Stade Laval       | Francia | 2000-2004 |
| LB Châteauroux    | Francia | 2004-2006 |
| AJ Auxerre        | Francia | 2006-2009 |
| Wisla de Cracovia | Polonia | 2010      |
| FCM Târgu Mureş   | Rumania | 2010-     |